# 自然破壊
自然破壊（しぜんはかい）とは、人間（ヒト）によって手を加えられる事がない、あるがままの状態のもの（すなわち自然）に、人間の手を加えて破壊してしまうことである。人間が直接的に手を加えて破壊すること（森林伐採など）もあれば、人間の活動によって間接的に影響を受けて破壊に至る（大気汚染、気候変動など）こともある。
「あるがままの自然」に人間の手を介入させること自体が「あるがままの自然」ではないとみなし、人間の手を加えてしまうことそのものを指すこともあれば、「人間が手を加えた自然」さえも利用できない状態にまで破壊されてしまう場合もあるが、いずれにしても人間の都合によって自然が変えられてしまうことには変わりはない。
環境問題の一つであり、環境破壊と表現することもある。

## 人工的な環境改変
少なくとも農耕が始まってからは、ヒトはその生活の場に人工的に空き地を作り、人為的に植物を栽培し、数種の選ばれた動物をその周囲で飼育する、といったことを行ってきた。さらにその周囲の自然環境に対しても、大なり小なり影響を与え、自分たちが住みやすいように改変してきた。里山などもその例である。
しかし、19世紀に入って産業革命（工業化）が先進国で本格化して大規模な工業が発達すると、原料や廃棄物の量がそれまでとは比較にならないほどに大きくなった。また、20世紀に入ると、機械などの発達によってその作業能力も格段に大きくなった。そのため、それ以前とは比べものにならないほど自然を改変する場合の規模、速度が大きくなった。それによって浮上したのがこの問題である。

## 指摘される背景
環境保護論者が指摘しているところでは、産業革命に加わった大半の国がキリスト教国であったことから堀川教・キリスト教的伝統が自然破壊に関する議論をする上での拠り所になっているのではないかという。『旧約聖書』には神の言葉として人間に「子を生んで多くなり、地に満ちて、それを従わせよ。そして、海の魚と天の飛ぶ生き物と地の上のあらゆる生き物を服従させよ（『創世記』1節28章）」という記述があり、自然を支配するという西洋人の曲解に影響を与えていると、リン・ホワイトはレイチェル・カーソン『沈黙の春』出版の5年後の1967年に主張した。フレデリック・ターナーはさらに、ユダヤ教やキリスト教の発祥地であるパレスチナの荒野の荒々しさとの対立から「人類はまさにその地において自然の世界を支配しようとする夢を設定した」とし、それが『旧約聖書』に反映されたのだという。この傍証としては半乾燥地域での牧畜が人間の管理色の強い面が挙げられる。
これらの指摘には一面の真実はあるかもしれない。だが、事実関係としてはキリスト教の教義よりも利潤追求資本主義の膨張が大きな役割を果たしたというのが正しいであろう

## 自然破壊への意識
前述の『沈黙の春』出版以降、環境破壊を意識する流れが、世論を形成し、自然破壊が原因と見られる異常気象が多発するなど、環境の改変が人間の意図しない事態を引き起こす事例が明確になってきた。このため、過剰な環境破壊が進めば、今以上に人間がその代償を受けることを繋がると危惧し、人間の経済活動などの利己的な振る舞いによる自然破壊を阻止しようと主張する者が出現してきた。
その反面、地球にはまだ多くの自然が残されているとし、多少の破壊は人間の利益追求・経済活動のためにはやむを得ないと主張する者もいる。
ただし、環境破壊がそれ自体による景観破壊や、その行為による想定外の災害や公害が人間の利益を損ね、結果的に一部の人々の利益の為に無関係な人々が損害を被るといった外部性をもたらす可能性を考慮すれば、それは経済活動に対してもマイナスに働き、前述の主張が如何なる場合も免罪符になるとはいえない。
このように、個々の自然破壊に対するへの意識は高まってきてはいるものの、人間活動そのものに関わる問題であり、一筋縄には行かないのが現状で、現在も自然破壊は進み続けている。

## 自然破壊の例と起こりうる問題
- 森林破壊 - 土砂崩れ、大気浄化能力低下、地球温暖化、砂漠化
- 大気汚染 - 地球温暖化、酸性雨、呼吸障害などの人体へ悪影響を及ぼす公害
- 水質汚染・海洋汚染 - 赤潮、海産物摂取による公害（例として水俣病）
- 土壌汚染 - 地下水汚染、農産物摂取による公害
- 生態系破壊 - 在来種の減少・絶滅（個体数の少ない希少生物（絶滅危惧種など）が特に懸念される）

## 対応・対策
大規模な環境破壊を、ジェノサイドと組み合わせた造語で「エコサイド」と呼び、ジェノサイドなどと同様に国際法上の犯罪として位置づけ、国際刑事裁判所（ICC）における訴追・処罰対象にするべきだとする国際法学者らもいる。